# Mewtwo slaat terug - Evolutie
Mewtwo slaat terug - Evolutie, ook uitgebracht onder de naam Pokémon: Mewtwo slaat terug - Evolutie, is een Japanse animatiefilm uit 2019, geregisseerd door Kunihiko Yuyama en Motonori Sakakibara.
De film is het 22e deel in de Pokémonfilmreeks en een vernieuwde productie van de eerste film. De film kwam in de Verenigde Staten uit op 4 juli 2019, in Japan op 12 juli 2019, en een Nederlandstalige versie is op 27 februari 2020 uitgebracht. In Japan werd de film gedistribueerd door Toho. De film is geproduceerd door OLM.

## Verhaal
Een geheimzinnig experiment zorgt voor een kloon van Mewtwo die de wereld wil vernietigen. Ash en zijn vrienden moeten de kwaadaardige plannen zien te stoppen voordat het te laat is.

## Rolverdeling
De vertaling van de Nederlandse versie werd door Christa Lips verzorgd, de regie lag in handen van Hilde de Mildt.
| Personage     | Japan              | Nederland                                    |
| ------------- | ------------------ | -------------------------------------------- |
| Ash Ketchum   | Rica Matsumoto     | Christa Lips                                 |
| Misty         | Mayumi Iizuka      | Marlies Somers                               |
| Brock         | Yuji Ueda          | Fred Meijer                                  |
| Pikachu       | Ikue Ōtani         | Ikue Ōtani                                   |
| Togepi        | Satomi Korogi      | Satomi Korogi                                |
| Jessie        | Megumi Hayashibara | Hilde de Mildt                               |
| James         | Shin-ichiro Miki   | Paul Disbergen                               |
| Meowth        | Inuko Inuyama      | Fred Meijer                                  |
| verteller     | Unshō Ishizuka     | Ad Knippels                                  |
| Giovanni      | Kenta Miyake       | Frans Limburg                                |
| Dokter Fuji   | Minoru Inaba       | Ewout Eggink                                 |
| Mew           | Kōichi Yamadera    | Kōichi Yamadera                              |
| Mewtwo        | Masachika Ichimura | Victor van Swaay                             |
| Miranda       | Sachiko Kobayashi  | Anneke Beukman                               |
| Corey         | Hiroshi Kamiya     | Pim Wessels                                  |
| Neesha        | Ayane Sakura       | Niki Romijn                                  |
| Fergus        | Hiroyuki Yoshino   | Huub Dikstaal                                |
| agent Jenny   |                    | Tineke Blok                                  |
| zuster Joy    |                    | Lizemijn Libgott                             |
| onderzoeker A |                    | Martijn Vogel                                |
| onderzoeker B |                    | Boyan van der Heijden                        |
| publiek       |                    | Mitchell van den Dungen Bille Fauve Geerling |
| opgraver      |                    | Ricardo Blei                                 |

## Externe koppelingen
- Pokémon: Mewtwo slaat terug - Evolutie op Netflix
- (en)   Mewtwo Strikes Back: Evolution in de Internet Movie Database